# Lutécium(III)-oxid
A lutécium(III)-oxid vagy lutécium-oxid egy fehér, szilárd, kocka-kristályokat alkotó vegyület, amelyet olykor speciális üvegek készítésére használnak. Másik neve lutécia, képlete Lu2O3.

## Története
Egy francia kémikus, Jean-Charles-Galissard de Margnac (1817-1894) azt állította 1879-ben, hogy felfedezte az itterbiumot, de valójában több elem keverékét találta. 1907-ben, egy szintén francia kémikus, Georges Urbain (1872–1938) bejelentette, hogy az ún. itterbium nem egy új elem, hanem két különböző elem keveréke. Két másik kémikus szintén erre a következtetésre jutott, egyikük a német Karl Auer (1858–1929), másikuk az amerikai Charles James (1880–1926). A keverékből általuk előállított két elemet neoitterbiumnak és lutéciumnak nevezték el. Viszont az előzőek közül egyik kémikusnak sem volt dolga tiszta lutéciummal. Mint később kiderült, az általuk felfedezett anyag lutécium-oxid volt.

## Felhasználása
A lutécium(III)-oxid és a palládium(II)-oxid (PdO) (magas hőmérsékleten, kálium-klorát jelenlétében) potenciálisan felhasználható szupravezető anyagokhoz. Ez a vegyület egy fontos nyersanyaga a lézerkristályoknak. Specializált felhasználása van a kerámiákban, üvegekben, fényporokban és lézerekben. A lutécium-oxid katalizátorként működik alkilezésnél, hidrogénezésnél és polimerizációnál. Tiltott sávja 5,5 eV, a ritkaföldfém-oxidok között az egyik legnagyobb.

## Fordítás
Ez a szócikk részben vagy egészben  a   Lutetium(III) oxide című angol Wikipédia-szócikk ezen változatának fordításán alapul.  Az eredeti cikk szerkesztőit annak laptörténete sorolja fel. Ez a jelzés csupán a megfogalmazás eredetét és a szerzői jogokat jelzi, nem szolgál a cikkben szereplő információk forrásmegjelöléseként.